# Nicolaaskerk (Anklam)
De Nicolaaskerk (Duits: Nikolaikirche) is een van de twee grote middeleeuwse stadskerken van de Noord-Duitse hanzestad Anklam (Mecklenburg-Voorpommeren). De kerk werd in de Tweede Wereldoorlog verwoest, maar sinds 2008 werkt men aan de wederopbouw van het monumentale bouwwerk.

## Geschiedenis
Met de bouw van de Nicolaaskerk werd omstreeks het jaar 1280 begonnen en tegen het einde van de 14e eeuw was deze voltooid. Het godshuis werd gewijd aan Nicolaas van Myra, de schutspatroon van de zeelieden. Met het inbouwen van het koorgestoelte kwam er omstreeks 1500 een einde aan de werkzaamheden. In tegenstelling tot de oudere Mariakerk met haar romaanse oorsprong, betreft de Nicolaaskerk een echt gotisch bouwwerk, alhoewel er reeds sinds 1180 een voorgangerkerk moet zijn geweest.
Het kerkgebouw vertegenwoordigt de baksteengotiek en betreft een driebeukige hallenkerk met een toren van vier verdiepingen en een sacristie. De toren reikte tot meer dan 100 meter hoog en had een gotische spits, die herhaaldelijk door blikseminslag en storm beschadigd raakte en vervolgens weer hersteld werd. Samen met de Mariakerk, die tegen het einde van de 19e eeuw een soortgelijke spits kreeg, bepaalden de kerken het stadsbeeld van Anklam. Een bijzonderheid was dat de Nicolaaskerk een gedraaide torenspits had. Dit zou volgens het volksverhaal het werk van de duivel zijn geweest.
De Nicolaaskerk bezat een rijk interieur. Ondanks de berging tijdens de Tweede Wereldoorlog, zijn er tot op de dag van vandaag voorwerpen verdwenen. Andere, zoals de luchters, de Apostelklok en delen van het koorgestoelte, bevinden zich vandaag de dag in de Mariakerk en in het Cultuurhistorisch Museum van Stralsund. Middeleeuwse fresco's op de zijmuren en pijlers zijn slechts in fragmenten bewaard gebleven.

## Verwoesting
Op 9 oktober 1943 werden zware geallieerde luchtaanvallen boven het hanzestadje uitgevoerd. Alhoewel het kerkgebouw niet rechtstreeks werd getroffen, brachten de luchtdruk en rondvliegende fragmenten schade toe aan de ramen van het gebouw.
De verwoesting kwam op een moment dat de oorlog bijna voorbij was. Het Rode Leger had op 29 april 1945 Anklam reeds bezet. Na de inname voerde de Luftwaffe zware bombardementen uit op het stadje. Ondanks de enorme schade in de stad bleef de Nicolaaskerk nog intact. Pas bij de Duitse granaatbeschietingen die na de luchtaanvallen volgden, werd de kerk geraakt. De torenspits stortte op het kerkschip en het gebouw viel ten prooi aan vlammen. Slechts een torenstomp, de pijlers en de buitenmuren bleven uiteindelijk staan.
Na de oorlog werd de ruïne in beperkte mate zekergesteld. De zuidelijke aanbouw met de beide kapellen, het zuidelijk portaal en de sacristie kregen een dak en werden weer door de kerkelijke gemeente in gebruik genomen. De toren werd begaanbaar gemaakt en van een kleine spits voorzien om de toren als radioantenne te kunnen gebruiken. Het kerkschip daarentegen bleef de volgende 50 jaar zonder enige bescherming overgeleverd aan de weersinvloeden.

## Herbouw
In al die jaren ging de natuur haar gang. Boven op de muren groeiden struiken, het muurwerk werd door erosie steeds meer aangetast en de fresco's en muurschilderingen gingen voorgoed verloren. Vanaf de jaren 1990 werd de situatie van het gebouw kritiek. Om het gebouw voor algehele instorting te behoeden, werd de latere Förderkreis Nikolaikirche Anklam e.V. opgericht.
In 1995-1996 werd verder verval tegengegaan door een nooddak te plaatsen. Sindsdien werden er omvangrijke restauraties verricht, zowel aan de toren als aan de nog resterende bouwdelen. Een particulier initiatief maakte in 2004 de inbouw mogelijk van het gereconstrueerde Nicolaasvenster.
In het jaar 2007 kreeg de herbouw van de Nicolaaskerk vastere vormen. Een tweede venster werd in 2009 ingewijd en herinnert aan de verwoesting van de kerk en de stad in de Tweede Wereldoorlog. Meer vensters werden uit particulieren schenkingen gefinancierd, dragen de namen van de gulle gevers en werden in 2009 en 2012 ingebouwd. Intussen werd ook het dak in de oorspronkelijke vorm en hoogte herbouwd. In het voorjaar van 2013 werd begonnen met het herstel van de zuidelijke aanbouw (kapellen, voorhal en sacristie). Het uiteindelijke doel is ook de toren weer te voorzien van de markante spits. 
Tussen 2004 en 2017 zijn talrijke nieuwe glasramen in de kerk aangebracht. Een aantal daarvan is voorzien van afbeeldingen van de stadswapens van een groot aantal Hanzesteden. Ook de stadswapens van Groningen, Harderwijk en Deventer zijn aanwezig.

## Gebruik
De Nicolaaskerk wordt sinds 2000 voor tentoonstellingen en manifestaties gebruikt. 's Zomers is het gebouw opengesteld voor bezichtiging en het beklimmen van de toren.
Sedert 2020 worden er vaker en grotere tentoonstellingen, concerten e.d. in het gebouw gehouden. Het is de bedoeling, dat in het kader van een naar Icarus genoemd project Ikareum het Otto-Lilienthal-Museum naar dit voormalige kerkgebouw zal verhuizen; wanneer, is anno 2024 nog niet bekend.

## Trivia
Op 25 juni 1848 werd in de Nicolaaskerk de Duitse uitvinder Otto Lilienthal gedoopt, wiens geboortehuis in de onmiddellijke omgeving van de kerk stond.

## Afbeeldingen

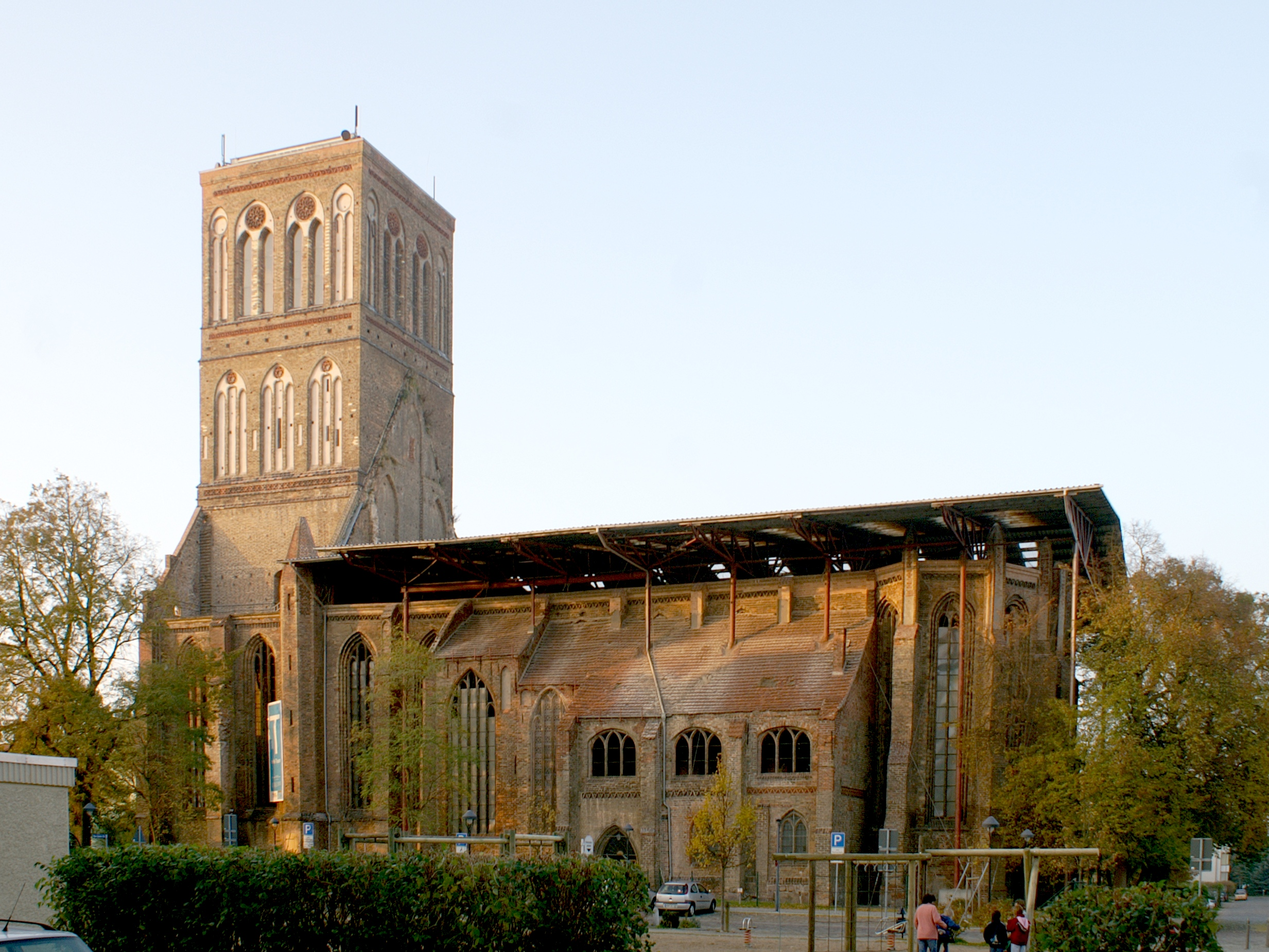
De Nicolaaskerk nog met nooddak (2007)
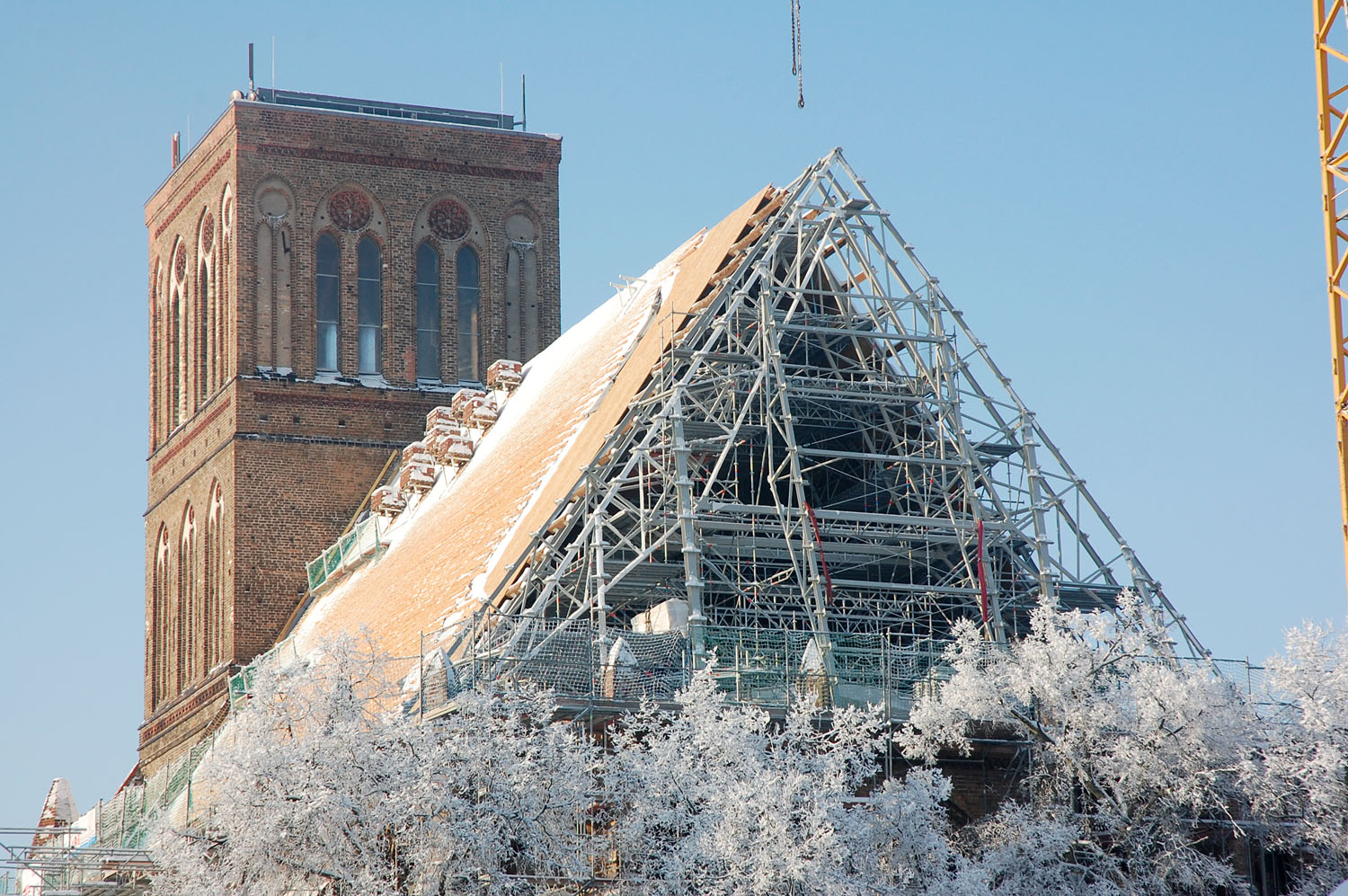
Herbouw van het dak (2010)
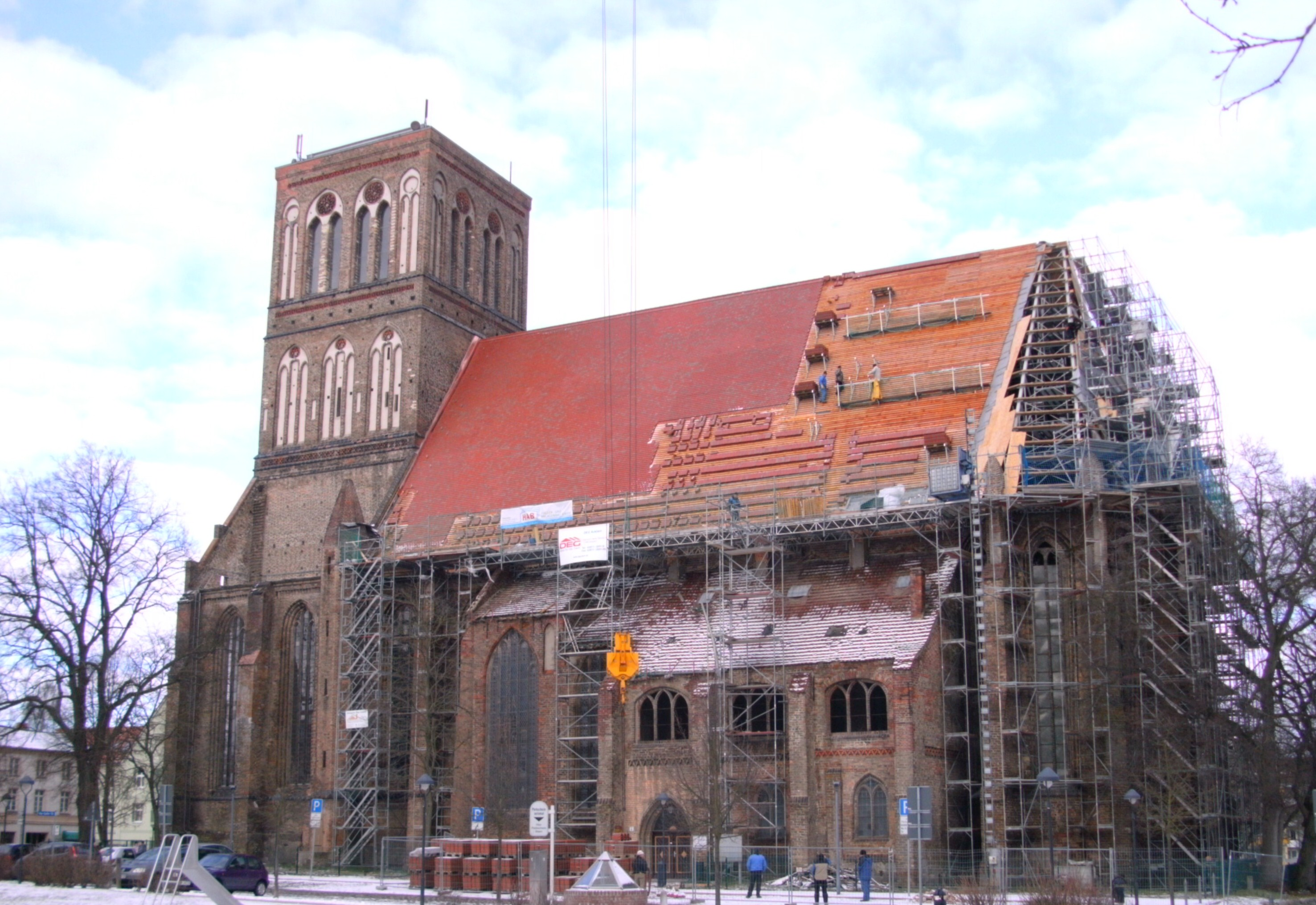
De voortgang in 2011